# Левин, Рудольф
Рудольф Левин (нем. Rudolf Levin; 1 июля 1909, Дона — предположительно весна 1945, Берлин) — немецкий исследователь, руководитель «Зондеркоманды H» (H-Sonderkomando, Hexen-Sonderkomando, где H образовано от слова Hexen — «колдунья», «ведьма»), занимавшейся изучением ведовских процессов, рассматривавшихся как преступления против германской нации со стороны христианских институтов и чуждых для немцев. Сотрудник Аненербе, оберштурмбанфюрер СС.

## Биография
Сын протестантского кантора. Изучал немецкий и английский языки, историю, германистику и философию. Кандидатскую диссертацию «Понятие истории в  позитивизме при учёте особых воззрений Милля» защитил в 1935 году в Лейпциге.
По официальным данным в 1938 году стал сотрудником Аненербе, где начал заниматься ведовской тематикой. Вскоре возглавил состоявшую из дюжины сотрудников так называемую «Зондеркоманду H» (действовала в 1935—1944 годы), в задачи которой входило:
- исследование влияния охоты на ведьм на расовую и населенческую историю Германии (впоследствии — и других стран, народы которых были признаны «расово родственными»);
- отношение к женщинам в ходе ведовских процессов;
- подготовка тематической библиографии по данной тематике.

Помимо вышеперечисленных пунктов зондеркоманде Левина было поручено исследовать места казни ведьм и составить особую картотеку, в формуляры которой заносились бы, помимо прочего, имя, фамилия, семейное положение, дата взятия под стражу, ведение процесса, приговор и дата казни ведьмы. Зондеркоманда действовала под видом «Семинара вспомогательных исторических дисциплин Исторического института Лейпцигского университета», а её сотрудники часто представлялись студентами-дипломниками, собирающими материалы по истории ведовских процессов.
Несколько раз пытался занять место доцента на основе своих исследований ведовских процессов. 3 декабря 1941 года он писал аграрному историку Гюнтеру Францу: «Поскольку данная работа также является исследовательским заданием, которое осуществляется по приказу рейхсфюрера [Генрих Гиммлер], то мировоззренческие аспекты в ней выражены много сильнее, нежели в других научных трудах. Существенная часть полученных результатов находится во второй главе, которая попала под гриф секретности, а потому изъята из текста работы». Франц с 1935 года состоял в СС. Ему поручено было руководство исследовательскими проектами, которые проводились в структурах, связанных с СД. Видимо в связи со слабостью научной проработанности Левин акцентировал внимание в письме на идеологических аспектах своей работы. К письму прилагалось оглавление, которое проясняет позицию автора и в целом проекта: преследование ведьм было преступлением против германской нации. Кроме того, в задачи проекта входила и антихристианская пропаганда, критика церковных институтов. Переписка между ними велась на протяжении 1942 года. 27 июля 1942 года Левин высказывал опасения, что его работа может быть подвергнута критике со стороны академических кругов. С учётом секретности проекта он просил своего корреспондента согласовывать темы докладов. Кроме того, Левин обращался за корпоративной поддержкой к Францу, так как они оба работали в СС. Из их переписки следует, что Франц не раз критиковал «коллегу» за шаткость научных построений, игнорирование даже формальных критериев объективности, недостаточность анализа и слабой проработанности темы, произвольности группирования и важности источников. Недостаточность анализа источников объяснялась тем, что Левин и его сотрудники активно занимались их поиском, но не уделяли должного внимания их научной разработке. После 1943 года Левин попытался получить звание доцента в Мюнхенском университете, однако в 1944 году там его кандидатура единогласно была отвергнута. Историк Карл Александр фон Мюллер, несмотря на то, что был членом НСДАП ещё с 1920-х годов и лично знаком с Адольфом Гитлером , отверг концепцию Левина о том, что ведущую роль в преследовании ведьм играло духовенство. Он также подверг критике тезис о том, что местное население не принимало никакого участия в ведовских процессах. Это допущение базировалось на идеологической установке «защиты» народа. Мюллер резюмировал своё отношение к этому вопросу таким образом: «Очевидным подстрекателем к преследованию ведьм, скорее всего, являлось само население и соответственно местная община». При анализе вывода Левина о том, что колдовские процессы были результатом «инородного воздействия христианства на германскую культуру» Мюллер рекомендовал обратиться к германисту, медиевисту Отто Хёфлеру, который не согласился с выводами о том, что ведьмомания не была характерна для населения германских земель, а привнесена с юга.
Итогом работы команды Левина стала, в том числе, подготовка более 30 000 формуляров по истории преследования ведьм по всей Германии и более 3 600 карт с обозначением мест казни ведьм. Всё время своего существования зондеркоманда находилась под личным контролем рейхсфюрера СС Генриха Гиммлера. Несмотря на значительный пласт собранного материала, Левин так и не смог защитить по нему докторскую диссертацию («Процессы над ведьмами с народно-исторической точки  зрения»). С 1941 году Левин возглавлял подотдел C3 7-го управления РСХА. После расформирования зондеркоманды (19 января 1944 года) следы Левина теряются.

## Сочинения
- Der Geschichtsbegriff des Positivismus unter besonderer Berücksichtigung Mills und der rechtsphilosischen Anschauungen John Austins. Leipzig : Moltzen 1935.
- Das Geschichtsbild und die aussenpolitische Willensbildung. In: Zeitschrift für Politik. Band 33. Baden-Baden 1943, S. 181—184.
- Geisteswissenschaftliche Methodik der Gegnerforschung. Grundprobleme der Gegnerforschung. Reichssicherheitsamt, 1943, S. 1-27.